# アイオワ郡区 (アイオワ州アラマキー郡)
アイオワ郡区は、アメリカ合衆国、アイオワ州、アラマキー郡にある18の郡区の一つである。2000年の国勢調査で、人口は765人だった。

## 地理
アイオワ郡区は、96.6平方キロメートル（37.31平方マイル)で、New Albinが含まれている。アメリカ地質調査所によると、この郡区はHoly CrossとNew AlbinとSaint Petersの3つの霊園が含まれている。